# Ácido 3-iodobenzoico
Ácido 3-iodobenzoico ou ácido meta-iodobenzoico é o composto orgânico de fórmula C7H5IO2 e massa molecular 248,02. É um dos isômeros ácido iodobenzoico. É uma substância irritante a pulmões, olhos e pele, sensível à luz.

## Síntese
O ácido 3-iodobenzoico tem sido preparado pela diazotação de ácido m-aminobenzoico e posterior tratamento com iodeto de potássio em solução ácida e pela adição de ácido nítrico concentrado sobre uma solução de iodo em ácido acético e ácido benzoico.
Pode também ser preparado pela diazotação de ácido 5-iodoantranílico e posterior tratamento do sal de diazônio com sulfato de cobre e etanol.

## Aplicações
O ácido 3-fenil benzoico pode ser obtido a partir deste composto pela reação com ácido benzenoborônico em presença de solução aquosa de hidróxido de sódio e cloreto de paládio (II).